# Cabañas de Virtus

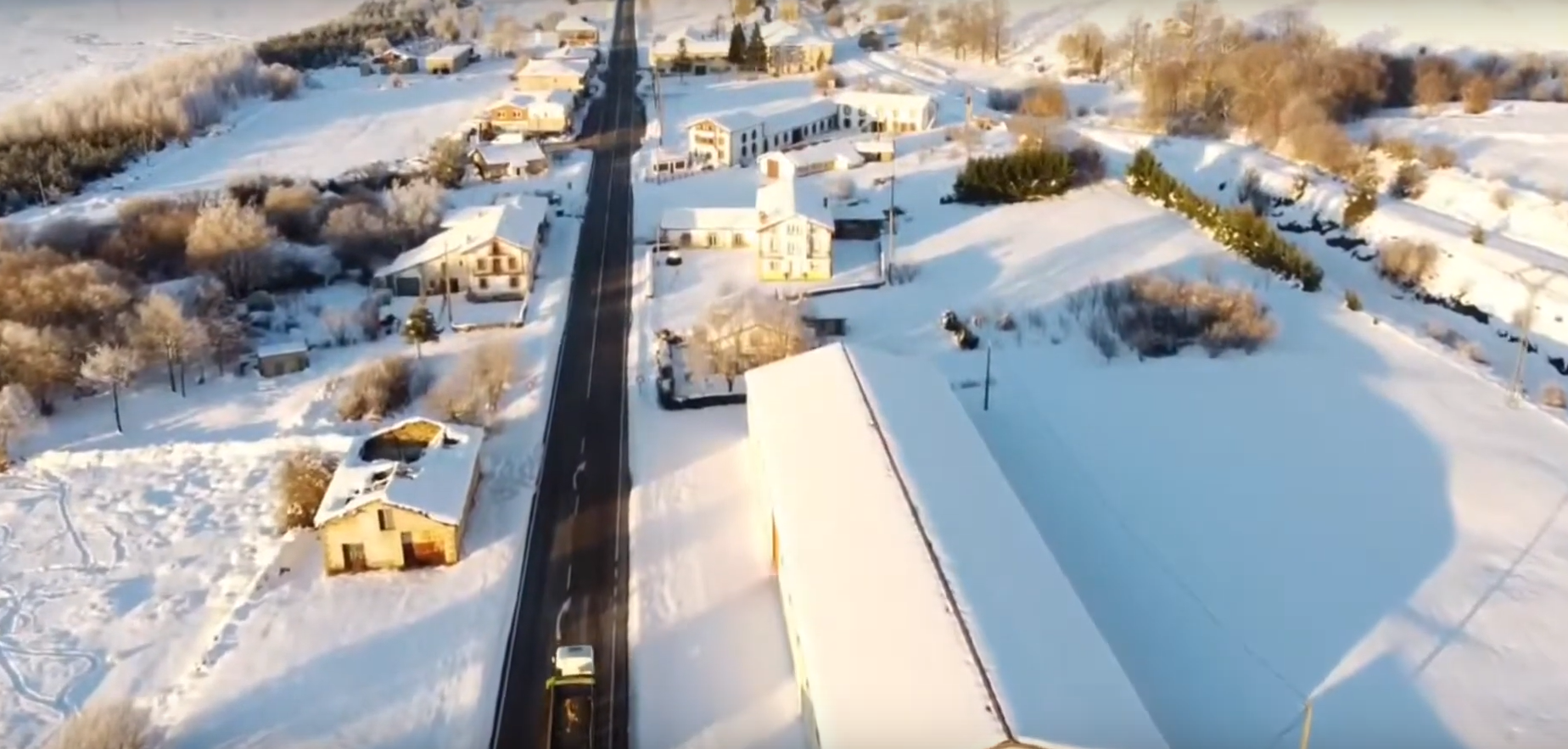
Cabañas de Virtus im Winter (2024)

Cabañas de Virtus ist ein spanischer Ort in der Provinz Burgos der Autonomen Gemeinschaft Kastilien und León. Der Ort gehört zur Gemeinde Valle de Valdebezana. Cabañas de Virtus ist über die Straße N-623 zu erreichen. 
Der Ort liegt in der Nähe des Ebrostaussees und 100 Kilometer nördlich der Provinzhauptstadt Burgos. Cabañas de Virtus besitzt einen Bahnhof an der Eisenbahnverbindung Santander-Palencia.